# ÖBB 2070 sorozat
Az ÖBB 2070 sorozat egy osztrák B'B' tengelyelrendezésű dízelmozdony-sorozat. A Vossloh gyártotta 2000 és 2004 között. Összesen 90 db készült a sorozatból. A mozdonyokat elsősorban tolatás, áruszállítás és vasútépítés céljára használják.
Az ÖBB kilencven mozdonya mellett további hat mozdony készült Vossloh G 800 BB vagy MaK 800 BB típusjelzéssel, ezeket a Vossloh bérmozdonyokként üzemeltette.